# Атребаты

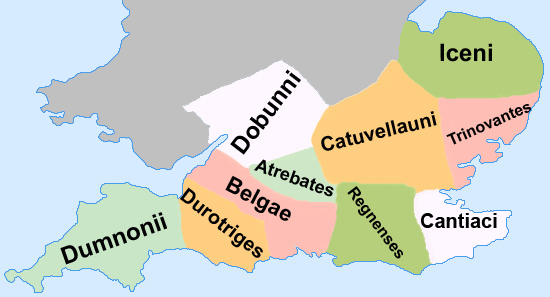
Атребаты на территории Южной Британии

Атребаты (англ. Atrebates, лат. Atrebates) — кельтские племена в Британии, мигрировавшие из Галлии, жили по обеим сторонам Темзы. Их территория включала современный Гэмпшир, Западный Суссекс и Суррей. Они граничили на севере с добуннами и катувеллаунами, на востоке — с регнами, и на юге — с белгами.
Враждовали с племенем катувеллаунов, их главный город назывался Каллева (англ. Calleva Atrebatum, ныне Силчестер (англ. Silchester — Ивовая крепость).
Во времена Цезаря они могли выставить 15 тысяч воинов.

## Вожди атребатов
- Коммий (Commius): 57—20 годы до н. э.
- Тинкомар (Tincomarus): 20 год до н. э. — 7 год н. э., сын Коммия
- Эппилл (Eppillus): 8—15 годы н. э., брат Тинкомара
- Верика (Verica): 15—40 годы н. э., брат Эппилла

## Иллюстрации

Территория атребатов